# Tommy Atkins (film fra 1915)
Tommy Atkins er en britisk stumfilm fra 1915 af Bert Haldane.

## Medvirkende
- Blanche Forsythe som Ruth Raymond
- Jack Tessier
- Roy Travers som Richard Maitland
- Maud Yates som Rose Selwyn
- Barbara Rutland